# Epitaph of Twilight
Epitaph of Twilight, nogle gange Epitaph of the Twilight, er det episke digt, der spiller en stor rolle i .hack multimedia franchisesens historie, og er skrevet af den fiktive forfatter Emma Wielant. Det fortæller om kampen mellem onder uden skygger, og the Cursed Wave (den Forbandede Bølge). Historien er centreret om et menneske og to halv-ånder, der søger efter the Twilight Dragon, som vil bekæmpe the Cursed Wave. Til at hjælpe dem på deres rejse til the Wavering Peninsula på kanten af verden, hvor the Twilight Dragon rygtes at eksistere, er Fili the White, og Bith the Black, assistenter af Apeiron, King of Light (Kongen af Lyset), og Helba, Queen of the Dark (Dronningen af Mørket). The Twilight Dragon kan ikke tale, men kan i stedet tale til dit hjerte. Hvis deres vilje til at slippe for the Cursed Wave er stor nok, vil the Twilight Dragon ødelægge den, men hvis ikke, vil den ikke.
Den originale version blev udgivet på Emma Wielants personlige hjemmeside. Eftersom at denne havde specielle sikkerheds foranstaltninger der gjorde at folk ikke kunne gemme, printe eller kopiere teksten, var den eneste måde at se den på ved at gå online. Da Pluto's Kiss skete, blev hjemmesiden imidlertid slettet. Og eftersom Emma allerede var død på dette tidspunkt, var Epitaph gået tabt. Dog begyndte rygter om at en meget stor fan havde taget sig tiden til at skrive det hele ned i hånden (højst sandsynligt Harald Hoerwick). Det var umiddelbart denne kopi der blev brugt som grundlaget for Fragment, og senere The World. Men eftersom det kun var en kopi, manglede den nye version af Epitaph pålidelighed, og efter at være blevet oversat op til flere gange havde også ændret dens oprindelige budskab. Det er umuligt at sige, hvad den originale udgave indeholdte, da mange folk ændrede det til deres egne ord, men små dele findes dog stadig. Selv i den virkelige verden findes der fan-versioner af Epitaph.
Det siges at det starter i området "Navel of Lake", eller Δ Hidden Forbidden Holy Ground i The World.

## Epitaph of Twilight
Disse er de kendte fragmenter der findes af den originale version af Epitaph.

### Intro
Fra .hack//Infection's intro.
Yet to return, the shadowed one.

Who quests for the Twilight Dragon

Rumbles the Dark Hearth,

And Helba, Queen of the Dark,

has raised finally her army.

Apeiron, King of Light beckons.

At the base of the rainbow they meet

Against the abominable Wave,

together they fight.

Alba's lake boils. 

Light's great tree doth fall.

Power- now all to droplets turned

in the temple of Arche Koeln.

Returns to nothing,

this world of shadowless ones.

Never to return, the shadowed one,

Who quests for the Twilight Dragon.

### The Phases in the Epitaph
Fundet i en E-mail fra Wiseman.
Unknown where the Cursed Wave was born…

After the stars doth cross the heavens,

The sky in the East doth darken and air doth fill with mourning.

From the chosen land beyond the forest, a sign of the wave comes.

Riding the Wave is Skeith, the Shadow of Death, to drown all that stands.

Mirage of Deceit, Innis, Betray all with the flawed image, and did aid the Wave.

And by the Power of Magus, a drop from the Wave doth reach the heavens, and creates a new Wave.

With the Wave, Fidchell, the power to tell the dark future, hope darkens, sadness and despair rule.

Gorre schemes when swallowed by the Cursed Wave.

Macha seduces with the sweet trap.

Wave reaches the Pinnacle, and escape none can. Tarvos still remains with more cruelty to punish and destroy.

And with the turbulent destruction after the Wave. Only a void remains. From deep within the void arrives Corbenik.

Perhaps then the Wave is just a beginning as well.

### Epitaph 00
Fundet i Θ Cursed Despaired Paradise.
Shunning the field broken by Wave.

The shadowed girl whispers,

"Surely, I will return."

Alas, the truth unbeknownst.

Awaiting her at journey's end;

Eternal mourning for her land.

### Epitaph 01
Fundet i Λ Dying Madness Haunted Land.
When the finger points to the

yonder moon,

The fool will not look at the fingertip.

### Epitaph 02
Fundet i Σ Chatting Snarling Twins.
The whole cannot be changed.

We have already lost that chance.

Because the time left to us was short,

We were mistaken in our path.

But now do we realize,

We should change not the whole,

But the parts.

### Epitaph 03
Fundet i Σ Resonating False Grasslands.
Wave soars and shrouds the eyes.

No means to fight an omnipresent force,

The shadowless ones just grieve.

Why must it be a Wave?

Divide, if it would just...

Then retaliate, we may.

### Epitaph 04
Fundet i Σ Screaming Wind Sand's Fate Castle,
Over the Keel Mountains,

Meets an ape with human speech.

The ape asks,

"What clings to you?

Bear it – you cannot.

Accept it – you cannot.

But hidden – it is from you.

Recite its name."

#### Svar
Your own name—the name of your shadow, your dark side. (Dit eget navn—navnet på din skygge, din mørke side.)

### Fidchell's Prophecy
Fremsagt af Phase Fidchell, Profeten.
Like a frenzied horse that is driven.

An unseen wind of plague shrieks across the border.

Pandemonium, wailing, and the stench of carnage fills the air.

There is no place to run. No hope of escape.

Those who are mourned will never return.

The hands of time cannot be turned back.